# Religia în Imperiul Mongol
Religia în Imperiul Mongol era extrem de diversificată în ceea ce privește numărul cultelor și sectelor existente în cadrul său. Acest fapt se datorează toleranței și respectului mongolilor față de alte religii.

## Tengriismul
Tengriismul este vechea religie șamanică a mongolilor; cu toate acestea ea nu a dispărul și este prezentă în Imperiul Mongol. Încă din cele mai vechi timpuri, mongolii practicau astfel de ritualuri magice și șamanice, venerând mai ales pe zeul Tengri (Cerul). Șamanii erau de sex masculin și reprezentau legătura dintre om și natură sau dintre pământ și cer. Ei au jucat un rol politic important în timpul cuceririlor mongole.
Cu timpul, alte religii au înlocuit tengriismul în imperiu, dar acesta a rămas oricum foarte important. Ginghis Han (1206-1227) nu s-a convertit niciodată la o altă religie, el a rămas tengriist, spre deosebire de alți hani mongoli ce au adoptat alte religii străine.

## Taoismul
Taoismul chinez a fost introdus în Imperiul Mongol încă din timpul domniei lui Ginghis Han. Acesta i-a trimis o invitație lui Qiu Chuji, unul dintre cei mai mari preoți taoiști ai vremii, pentru ai prezenta ideile taoismului. Qiu Chuji i-a explicat lui Ginghis Han avantajele filosofiei taoiste, printre care și obținerea nemuririi. Ginghis Han a fost foarte mulțumit de învățăturile taoiste și l-a numit pe Qiu Chuji responsabil cu toate religiile din imperiu.
Taoismul nu s-a răspândit foarte mult în Imperiul Mongol în comparație cu alte religii. Cu toate acestea, unele învățături ale sale au rămas prezente în tradițiile mongole.

## Budismul

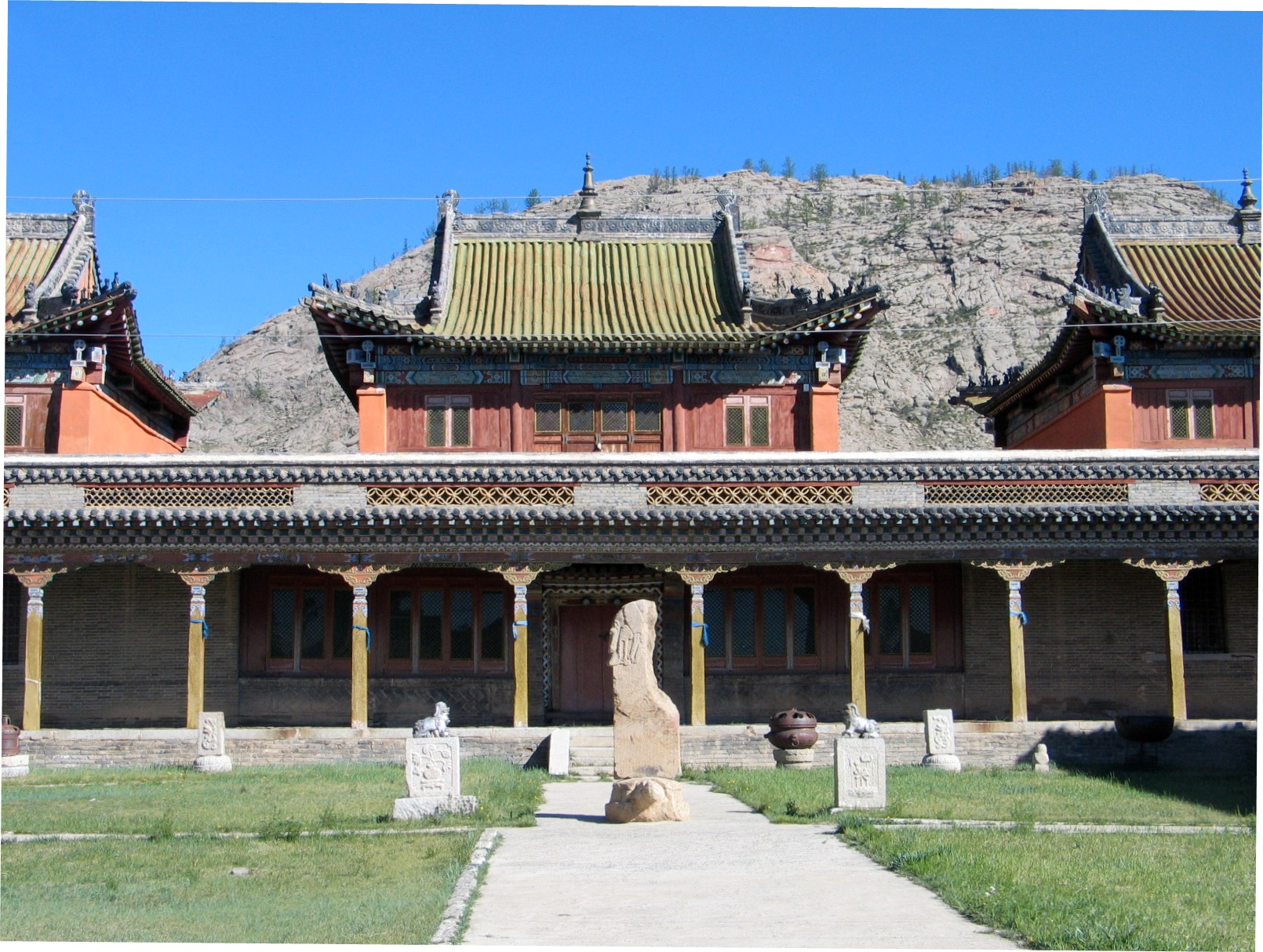
O mănăstire budistă din Tsetserleg, Mongolia.

Budismul a fost introdus oficial în Imperiul Mongol în secolul al XIII-lea și a exercitat probabil cea mai mare influență dintre toate religiile cunoscute de mongoli. Toate variantele de budism au prosperat în imperiu, mai ales budismul tibetan, care a fost preferat de curtea imperială.
În timpul campaniei militare din Tibet, Prințul Godan, nepotul lui Ginghis Han și fiul lui Ögedei Han, a jefuit numeroase temple și mănăstiri budiste. Cu toate acestea el a spus că budismul ar putea fi o religie importantă pentru viitorul statului mongol. De aceea, prințul l-a invitat pe călugărul Sakya Pandita pentru a-i prezenta învățăturile budiste. Prințul a fost impresionat și mulțumit de aceste învățături, mai târziu devenind primul han budist.
Un alt nepot al lui Ginghis Han, Kublai Han, fondatorul dinastiei Yuan din China, a favorizat budismul. În anul 1240, l-a numit consilier pe călugărul Haiyun, din secta Chan, iar în anul 1253 s-a convertit la budism, făcându-l religie de stat.
În anul 1578, Altan Han îl invită pe liderul celei mai influente secte budiste tibetane, secta Gelug sau a pălăriilor galbene, și îi dă titlul de Dalai Lama (ocean de înțelepciune), în schimbul legitimității religioase. Din acel moment, secta Gelug obține controlul absolut al Tibetului, întemeind o monarhie teocratică condusă de către Dalai Lama, iar mongolii devin adepți ai noii credințe fondând diferite temple și mănăstiri precum Erdene Zuu.

## Creștinismul

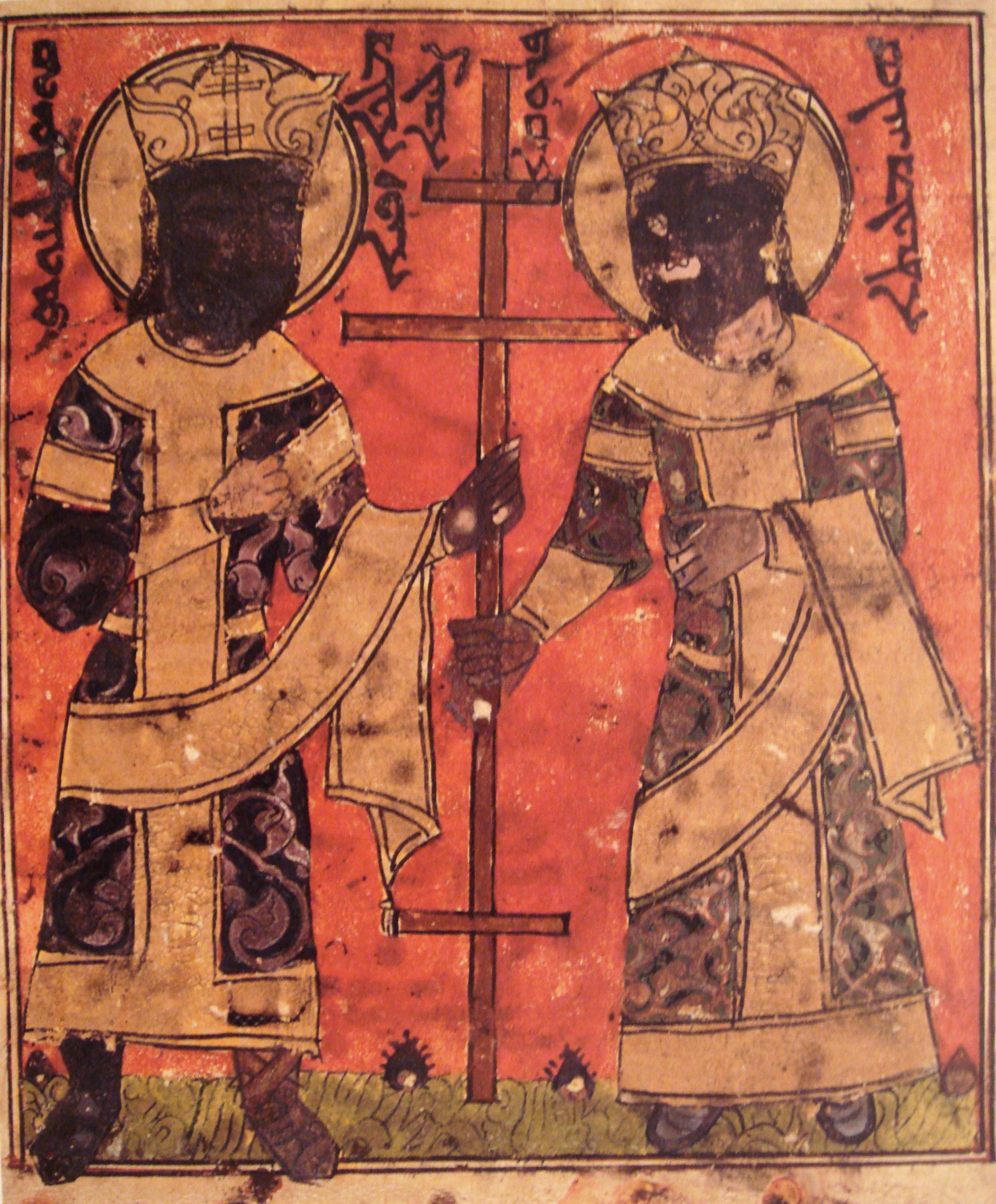
Un han și soția sa creștină.

Creștinismul a fost răspândit printre unii mongoli, încă din secolul al VII-lea, de către misionarii nestorieni veniți în China. Această religie nu a avut o mare influență în Imperiul Mongol, dar multe soții sau mame ale hanilor au fost creștine, promovând construcția de biserici.
În Imperiul Mongol existau regiuni ce aveau numeroși adepți ai Bisericii Ortodoxe (în Rusia și Caucaz), Bisericii Apostolice Armene (în Armenia) și Bisericii Nestoriene (în Persia și Asia Centrală). De asemenea, existau mulți misionari catolici trimiși de Sfântul Scaun, ca rezultat al relațiilor dintre Imperiul Mongol și Europa.

## Islamul

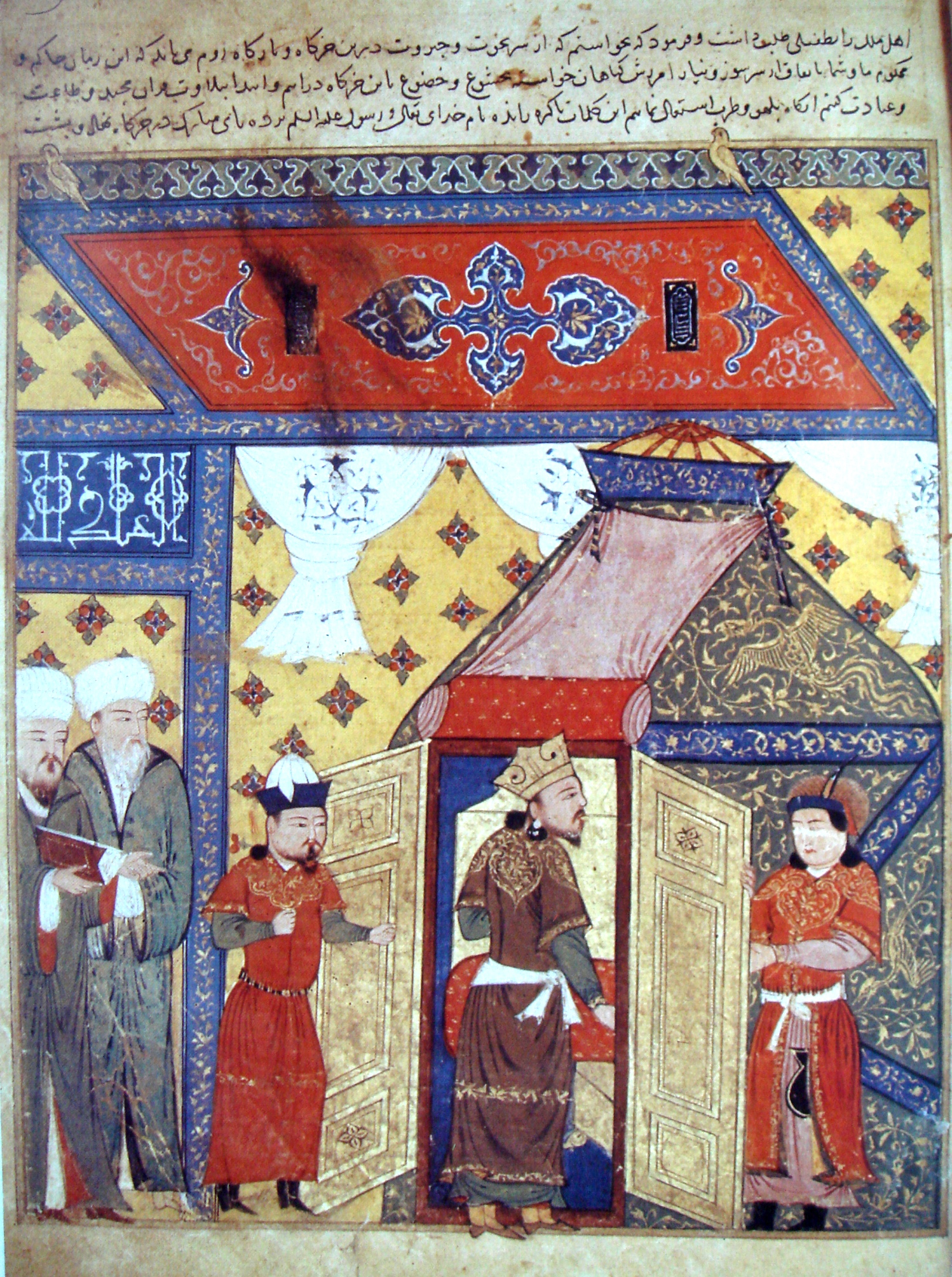
Hanul Ghazan se convertește la islam.

Islamul a fost introdus în Imperiul Mongol odată cu cucerirea regatelor musulmane din Asia Centrală. Conform unei legende, necunoscând deloc învățăturile islamice, Ginghis Han a mers la marea moschee din Buhara pentru a vorbi mulțimii cucerite de la înălțimea minbarului. În timpul discursului, sfetnicii săi l-au atenționat să lase liberă treapta cea mai înaltă deoarece ea se cuvine doar lui Allah. Cuceritorul s-a supus, din respect pentru islam și pentru divinitate. 
Consilierul lui Ginghis Han, Mahmud Yalavach, era musulman, la fel și Ahmad Fanakati, ministrul de finanțe al lui Kublai Han. Curând, mulți mongoli au adoptat islamul, și se poate spune că aceta a fost a doua cea mai puternică religie din imperiu după budism. 
La sfârșitul celei de-a doua jumătăți a secolului al XIII-lea, Imperiul Mongol se destramă în alte patru imperii: Imperiul Chagatai, Imperiul Kiptșakilor, Imperiul Ilhanilor și Imperiul Yuan. Trei dintre aceste imperii, cu excepția imperiului Yuan, adoptă islamul. Această veste a fost îngrijorătoare pentru Lumea creștină, deoarece de acum încolo, mongolii sau tătarii vor fi aliații turcilor, vechii inamici ai Europei.